# Bunker Hill, Illinois
Bunker Hill är en ort i Macoupin County i Illinois. Vid 2010 års folkräkning hade Bunker Hill 1 774 invånare.